# Telmesos
Telmesos (actual Fethiye) (en grec Τελμησσός, en llatí Telmessus) era una ciutat antiga situada a Lícia, prop de la frontera occidental amb Cària. Porta aquest nom en honor d'un fill d'Apol·lo.

## Història
Ciutat portuària, Telmesos fou conquistada com la resta de Lícia per l'Imperi aquemènida al s. VI ae, i fou posada sota domini del sàtrapa de Cària.
Els telmesos tenien fama en l'antiguitat pels seus dots com a endevins especialistes en la interpretació de prodigis.
Al segle iv aC passà a ser súbdita del rei lici Pèricles de Limira. El 334 ae, se sotmeté pacíficament a Alexandre el Gran; el sobirà lici Antipàtrida, però, es rebel·là contra el sàtrapa Nearc, que recuperà Telmesos.
Després de la mort d'Alexandre, pertangué un temps al regne asiàtic d'Antígon I Monòftalmes. El 301 ae, passà al domini dels Làgides, que controlaven tot el litoral lici i cari. Fou cedida per Ptolemeu I Sòter al seu net Ptolemeu III de Telmesos.
La ciutat recolzà al selèucida Antíoc III en la seua guerra contra Roma i el Regne de Pèrgam.
Al 188 ae, com a conseqüència de la Pau d'Apamea, Telmesos fou oferta pel Senat romà al rei de Pèrgam, Èumenes II, tot i que al final del seu regnat tornà novament a ser possessió de Lícia. Considerada una de les polis més florents de la nova Confederació lícia, romangué sota tutela dels atàlides, fins a la mort d'Àtal III el 133 ae, data en què fou llegada, com la resta del regne pergameneu, als romans, que la inclogueren a la província d'Àsia.
S'expandí durant l'Imperi Romà d'Orient, però a partir del s. VI començà a perdre importància, arruïnada per les primeres incursions àrabs. Al s. VIII, Telmesos fou reanomenada Anastasiòpolis, en honor de l'emperador romà d'Orient Anastasi II.

## Restes arqueològiques

### Tomba d'Amintes
L'àrea arqueològica de Telmesos és cèlebre per les seues tombes excavades en un penya-segat, com la tomba d'Amintes, prop de l'antiga àgora, datada del s. IV ae. La seua façana està inspirada en la d'un temple jònic.

### Teatre

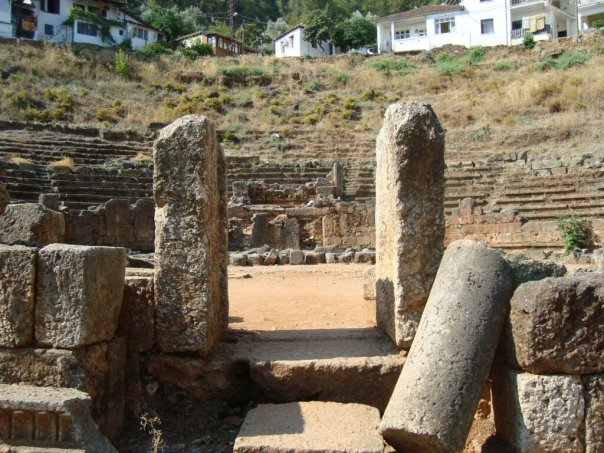
Restes de l'antic teatre grec de Telmesos

Les excavacions arqueològiques de 1992 hi desenterraren un teatre de finals del període hel·lenístic. Restaurat pels romans, fou definitivament abandonat al s. VII, per les incursions dels àrabs.